# Copa América 1999
Copa América 1999 – trzydzieste dziewiąte mistrzostwa kontynentu południowoamerykańskiego, odbyły się w dniach 29 czerwca – 18 lipca 1999 roku po raz pierwszy w Paragwaju.
W turnieju zagrało dwanaście zespołów. Zaproszono zespoły spoza kontynentu południowoamerykańskiego, drużyny ze strefy CONCACAF i AFC – Meksyk i Japonia. Urugwaj wysłał na turniej zawodników z młodzieżowej reprezentacji tego kraju. Drużyny podzielono na trzy czterozespołowe grupy. Zwycięzcy, drugie drużyny w grupie i dwa najlepsze zespoły z trzecich miejsc w grupach awansowały do ćwierćfinałów. Zwycięzcy ćwierćfinałów awansowali do półfinału, zaś drużyny wygrane z półfinałów awansowały do finału, a przegrane grały w meczu o trzecie miejsce. Wszystkie mecze rozgrywano w Asunción na stadionie Defensores del Chaco i General Pablo Rojas, w Pedro Juan Caballero na stadionie Río Paraití, w Ciudad del Este na stadionie Antonio Oddone Sarubbi, i w Luque na stadionie Feliciano Cáceres.

## Uczestnicy

### Argentyna
| Nr                             | Zawodnik                    | Klub                         |
| ------------------------------ | --------------------------- | ---------------------------- |
| 1                              | Germán Adrián Burgos        | River Plate                  |
| 2                              | Roberto Fabián Ayala        | AC Milan                     |
| 3                              | Juan Pablo Sorín            | River Plate                  |
| 4                              | Hugo Benjamín Ibarra        | Boca Juniors                 |
| 5                              | Diego Pablo Simeone         | Inter Mediolan               |
| 6                              | Walter Adrián Samuel        | Boca Juniors                 |
| 7                              | Guillermo Barros Schelotto  | Boca Juniors                 |
| 8                              | Javier Adelmar Zanetti      | Inter Mediolan               |
| 9                              | Martín Palermo              | Boca Juniors                 |
| 10                             | Ariel Arnaldo Ortega        | UC Sampdoria                 |
| 11                             | Gustavo Adrián López        | Real Saragossa               |
| 12                             | Albano Benjamín Bizzarri    | Real Madryt                  |
| 13                             | Nelson David Vivas          | Arsenal F.C.                 |
| 14                             | Mauricio Roberto Pochettino | Espanyol Barcelona           |
| 15                             | Eduardo Berizzo             | River Plate                  |
| 16                             | Andrés Guglielminpietro     | AC Milan                     |
| 17                             | Claudio Daniel Husaín       | Vélez Sarsfield Buenos Aires |
| 18                             | Diego Sebastián Cagna       | Boca Juniors                 |
| 19                             | José Luis Calderón          | CA Independiente             |
| 20                             | Pablo César Aimar           | River Plate                  |
| 21                             | Kily González               | Real Saragossa               |
| 22                             | Juan Román Riquelme         | Boca Juniors                 |
| Trener: Marcelo Alberto Bielsa |                             |                              |

### Boliwia
| Nr                           | Zawodnik                          | Klub                            |
| ---------------------------- | --------------------------------- | ------------------------------- |
| 1                            | José Carlo Fernández              | Club Blooming                   |
| 2                            | Juan Manuel Peña                  | Real Valladolid                 |
| 3                            | Marco Antonio Sandy               | Gimnasia y Esgrima Jujuy        |
| 4                            | Miguel Angel Rimba                | Oriente Petrolero               |
| 5                            | Óscar Carmelo Sánchez             | CA Independiente                |
| 6                            | Fernando Néstor Ochaizpur         | San Luis                        |
| 7                            | Limberg Gutiérrez                 | Club Blooming                   |
| 8                            | Rubén Darío Tufiño                | Club Blooming                   |
| 9                            | Jaime Moreno                      | DC United                       |
| 10                           | Marco Antonio Etcheverry          | DC United                       |
| 11                           | Milton Coimbra                    | Oriente Petrolero               |
| 12                           | Sergio Daniel Galarza             | Real Santa Cruz                 |
| 13                           | Luis Antonio Liendo               | Club Bolívar                    |
| 14                           | Adrián Ubaldo Lozano              | Club Bolívar                    |
| 15                           | Luis Héctor Cristaldo             | Sporting Gijón                  |
| 16                           | Vladimir Soria                    | Club Bolívar                    |
| 17                           | Miguel Raúl Justiniano            | Club Blooming                   |
| 18                           | Gustavo Enrique Domingo Quinteros | Argentinos Juniors Buenos Aires |
| 19                           | Iván Sabino Castillo              | Gimnasia y Esgrima Jujuy        |
| 20                           | Renny Ribera                      | Club Blooming                   |
| 21                           | Erwin Sánchez                     | Boavista Porto                  |
| 22                           | Víctor Hugo Antelo                | Club Blooming                   |
| Trener: Héctor Rodolfo Veira |                                   |                                 |

### Brazylia
| Nr                           | Zawodnik                                  | Klub                       |
| ---------------------------- | ----------------------------------------- | -------------------------- |
| 1                            | DIDA - Nélson de Jesús Silva              | FC Lugano                  |
| 2                            | CAFÚ - Marcos Evangelista de Moraes       | AS Roma                    |
| 3                            | ODVAN Gomes Silva                         | CR Vasco da Gama           |
| 4                            | ANTÔNIO CARLOS Zago                       | AS Roma                    |
| 5                            | EMERSON Ferreira da Rosa                  | Bayer 04 Leverkusen        |
| 6                            | ROBERTO CARLOS da Silva                   | Real Madryt                |
| 7                            | AMOROSO - Márcio Amoroso dos Santos       | AC Parma                   |
| 8                            | VAMPETA - Marcos André Batista Santos     | Corinthians Paulista       |
| 9                            | RONALDO Luis Nazário de Lima              | Inter Mediolan             |
| 10                           | RIVALDO - Rivaldo Vitor Borba Ferreira    | FC Barcelona               |
| 11                           | ALEX - Alexsandro de Souza                | SE Palmeiras               |
| 12                           | MARCOS Roberto Silveira Reis              | SE Palmeiras               |
| 13                           | EVANILSON Aparecido Ferreira              | Cruzeiro EC                |
| 14                           | CÉSAR Augusto Belli Michelon              | Portuguesa São Paulo       |
| 15                           | JOÃO CARLOS dos Santos                    | Cruzeiro EC                |
| 16                           | SERGINHO - Sergio Claudio dos Santos      | AC Milan                   |
| 17                           | MARCOS PAULO Alves                        | Cruzeiro EC                |
| 18                           | FLÁVIO da CONCEIÇÃO                       | Deportivo La Coruña        |
| 19                           | BETO - Joubert Araújo Martins             | CR Flamengo                |
| 20                           | CHRISTIAN Corrêa Dionisio                 | Internacional Porto Alegre |
| 21                           | RONALDINHO - Ronaldo de Assís Moreira     | Grêmio Porto Alegre        |
| 22                           | ZÉ ROBERTO - José Roberto da Silva Júnior | CR Flamengo                |
| Trener: Wanderley LUXEMBURGO |                                           |                            |

### Chile
| Nr                              | Zawodnik                 | Klub                            |
| ------------------------------- | ------------------------ | ------------------------------- |
| 1                               | Marcelo Antonio Ramírez  | CSD Colo-Colo                   |
| 2                               | Raúl Palacios            | Santiago Morning                |
| 3                               | Miguel Mauricio Ramírez  | CD Universidad Católica         |
| 4                               | Francisco Ulises Rojas   | CSD Colo-Colo                   |
| 5                               | Javier Luciano Margas    | West Ham United Londyn          |
| 6                               | Pedro Antonio Reyes      | AJ Auxerre                      |
| 7                               | Nelson Rodrigo Parraguez | CD Universidad Católica         |
| 8                               | Clarence Williams Acuña  | Club Universidad de Chile       |
| 9                               | Iván Luis Zamorano       | Inter Mediolan                  |
| 10                              | José Luis Sierra         | Tigres UANL                     |
| 11                              | José Marcelo Salas       | S.S. Lazio                      |
| 12                              | Nelson Antonio Tapia     | CD Universidad Católica         |
| 13                              | Jorge Francisco Vargas   | CD Universidad Católica         |
| 14                              | Roberto Rodrigo Cartes   | Argentinos Juniors Buenos Aires |
| 15                              | Moisés Fermín Villarroel | Santiago Wanderers              |
| 16                              | Mauricio Fernando Aros   | Club Universidad de Chile       |
| 17                              | Claudio Patricio Núñez   | Tigres UANL                     |
| 18                              | Pedro González Vera      | Club Universidad de Chile       |
| 19                              | Esteban Andrés Valencia  | Club Universidad de Chile       |
| 20                              | Fabián Raphael Estay     | Deportivo Toluca                |
| 21                              | Pablo Andrés Contreras   | CSD Colo-Colo                   |
| 22                              | David Marcelo Pizarro    | Udinese Udine                   |
| trener: Nelson Bonifacio Acosta |                          |                                 |

### Ekwador
| Nr                             | Zawodnik                   | Klub                  |
| ------------------------------ | -------------------------- | --------------------- |
| 1                              | José Francisco Cevallos    | Barcelona SC          |
| 2                              | Dannes Arsenio Coronel     | Emelec Guayaquil      |
| 3                              | Iván Jacinto Hurtado       | Tigres UANL Monterrey |
| 4                              | Franklin Estebán Anangonó  | Cuautitlán            |
| 5                              | Alberto Guillermo Montaño  | Barcelona SC          |
| 6                              | Ulises Hernán de la Cruz   | LDU Quito             |
| 7                              | Luis Heberthson Moreira    | Emelec Guayaquil      |
| 8                              | Jimmy Roberto Blandón      | Deportivo Cuenca      |
| 9                              | Ariel José Graziani        | Monarcas Morelia      |
| 10                             | Alex Darío Aguinaga        | Necaxa Aguascalientes |
| 11                             | Nicolás Geovanny Ascencio  | UAG Guadalajara       |
| 12                             | Jaime Iván Kaviedes        | AC Perugia            |
| 13                             | Agustín Javier Delgado     | Necaxa Aguascalientes |
| 14                             | Marlon Riter Ayoví         | Deportivo Quito       |
| 15                             | Moisés Antonio Candelario  | Emelec Guayaquil      |
| 16                             | Héctor Jhonny Carabalí     | São Paulo FC          |
| 17                             | Fricson Vinicio George     | Barcelona SC          |
| 18                             | Bolívar Efrén Gómez        | CD El Nacional        |
| 19                             | Jairon Leonel Zamora       | CD El Nacional        |
| 20                             | Wellington Eduardo Sánchez | Emelec Guayaquil      |
| 21                             | Hólger Abraham Quiñónez    | Barcelona SC          |
| 22                             | Oswaldo Johvani Ibarra     | CD El Nacional        |
| Trener: Carlos Edmundo Sevilla |                            |                       |

### Japonia
| Nr                         | Zawodnik             | Klub               |
| -------------------------- | -------------------- | ------------------ |
| 1                          | Yoshikatsu Kawaguchi | Yokohama Marinos   |
| 2                          | Toshihide Saito      | Shimizu S-Pulse    |
| 3                          | Naoki Soma           | Kashima Antlers    |
| 4                          | Masami Ihara         | Yokohama Marinos   |
| 5                          | Yutaka Akita         | Kashima Antlers    |
| 6                          | Toshihiro Hattori    | Júbilo Iwata       |
| 7                          | Teruyoshi Itō        | Shimizu S-Pulse    |
| 8                          | Shigeyoshi Mochizuki | Nagoya Grampus     |
| 9                          | Kōta Yoshihara       | Consadole Sapporo  |
| 10                         | Hiroshi Nanami       | Júbilo Iwata       |
| 11                         | Wagner Lopes         | Nagoya Grampus     |
| 12                         | Shōji Jō             | Yokohama Marinos   |
| 13                         | Toshiya Fujita       | Júbilo Iwata       |
| 14                         | Hideto Suzuki        | Júbilo Iwata       |
| 15                         | Kazuaki Tasaka       | Shimizu S-Pulse    |
| 16                         | Daisuke Oku          | Júbilo Iwata       |
| 17                         | Ryūzō Morioka        | Shimizu S-Pulse    |
| 18                         | Masahiro Andō        | Shimizu S-Pulse    |
| 19                         | Atsuhiro Miura       | Yokohama Marinos   |
| 20                         | Seigō Narazaki       | Nagoya Grampus     |
| 21                         | Masayuki Okano       | Urawa Red Diamonds |
| 22                         | Takashi Fukunishi    | Júbilo Iwata       |
| Trener: Philippe Troussier |                      |                    |

### Kolumbia
| Nr                     | Zawodnik                  | Klub                    |
| ---------------------- | ------------------------- | ----------------------- |
| 1                      | Miguel Angel Calero       | Atlético Nacional       |
| 2                      | Iván Ramiro Córdoba       | San Lorenzo de Almagro  |
| 3                      | Roberto Carlos Cortés     | Independiente Medellín  |
| 4                      | Alexander Viveros         | Deportivo Cali          |
| 5                      | Jorge Hernán Bermúdez     | Boca Juniors            |
| 6                      | Juan Carlos Ramírez       | Independiente Medellín  |
| 7                      | Edwin Arturo Congo        | Real Madryt             |
| 8                      | John Harold Lozano        | Real Valladolid         |
| 9                      | Víctor Manuel Bonilla     | Deportivo Cali          |
| 10                     | Néider Yesid Morantes     | Atlético Nacional       |
| 11                     | Henry Zambrano            | Atlético Nacional       |
| 12                     | José René Higuita         | Independiente Medellín  |
| 13                     | Jorge Eladio Bolaño       | Atlético Junior         |
| 14                     | Arley Betancourth         | Deportivo Cali          |
| 15                     | Pedro Pablo Portocarrero  | Independiente Medellín  |
| 16                     | Jersson Amur González     | América Cali            |
| 17                     | Johnnier Estenier Montaño | CA Argentino de Quilmes |
| 18                     | Rubiel Quintana           | Deportivo Tuluá         |
| 19                     | Hamilton Ricard           | Middlesbrough           |
| 20                     | Freddy Indurley Grisales  | Atlético Nacional       |
| 21                     | Mario Alberto Yepes       | Deportivo Cali          |
| 22                     | Agustín Julio             | Independiente Santa Fe  |
| Trener: Javier Álvarez |                           |                         |

### Meksyk
| Nr                      | Zawodnik                | Klub                  |
| ----------------------- | ----------------------- | --------------------- |
| 1                       | Jorge Campos            | UNAM Meksyk           |
| 2                       | Claudio Suárez          | Chivas Guadalajara    |
| 3                       | Joel Sánchez            | Chivas Guadalajara    |
| 4                       | Rafael Márquez          | Atlas Guadalajara     |
| 5                       | Gerardo Torrado         | UNAM Meksyk           |
| 6                       | Raúl Rodrigo Lara       | Club América          |
| 7                       | Jesús Ramón Ramírez     | Club América          |
| 8                       | Alberto García Aspe     | Club América          |
| 9                       | Paulo César Chávez      | Chivas Guadalajara    |
| 10                      | Cuauhtémoc Blanco       | Club América          |
| 11                      | Daniel Osorno           | Atlas Guadalajara     |
| 12                      | Óscar Pérez             | Cruz Azul             |
| 13                      | Pável Pardo Segura      | UAG Guadalajara       |
| 14                      | Isaac Terrazas          | Club América          |
| 15                      | Luis Arturo Hernández   | Tigres UANL Monterrey |
| 16                      | Salvador Cabrera        | Necaxa Aguascalientes |
| 17                      | José Francisco Palencia | Cruz Azul             |
| 18                      | José Salvador Carmona   | Deportivo Toluca      |
| 19                      | Miguel Ángel Zepeda     | Atlas Guadalajara     |
| 20                      | José Rafael García      | Deportivo Toluca      |
| 21                      | Sergio Almaguer         | Necaxa Aguascalientes |
| 22                      | José Adolfo Ríos        | Necaxa Aguascalientes |
| Trener: Manuel Lapuente |                         |                       |

### Paragwaj
| Nr                        | Zawodnik                    | Klub                       |
| ------------------------- | --------------------------- | -------------------------- |
| 1                         | Ricardo Javier Tavarelli    | Club Olimpia               |
| 2                         | Francisco Javier Arce       | SE Palmeiras               |
| 3                         | Celso Rafael Ayala          | Real Real Betis            |
| 4                         | Carlos Alberto Gamarra      | Corinthians Paulista       |
| 5                         | Delio César Toledo          | Cerro Porteño              |
| 6                         | Julio César Enciso          | Internacional Porto Alegre |
| 7                         | Diego Antonio Gavilán       | Cerro Porteño              |
| 8                         | Roberto Miguel Acuña        | Real Saragossa             |
| 9                         | Miguel Ángel Benítez        | Espanyol Barcelona         |
| 10                        | Guido Virgilio Alvarenga    | Cerro Porteño              |
| 11                        | Roque Luis Santa Cruz       | Bayern Monachium           |
| 12                        | Justo Wilmar Villar         | Club Sol de América        |
| 13                        | Carlos Cecilio Estigarribia | Sportivo Luqueño           |
| 14                        | Nelson Rafael Cuevas        | River Plate                |
| 15                        | Mauro Antonio Caballero     | Cerro Porteño              |
| 16                        | Carlos Alberto González     | Cerro Corá Asunción        |
| 17                        | Carlos Humberto Paredes     | Club Olimpia               |
| 18                        | Hugo Marcelo Ovelar         | Santos Laguna Torreón      |
| 19                        | Silvio Suárez               | Talleres Córdoba           |
| 20                        | Juan Daniel Cáceres         | Club Guaraní               |
| 21                        | Denis Ramón Caniza          | Club Olimpia               |
| 22                        | Danilo Vicente Aceval       | Cerro Porteño              |
| Trener: Ever Hugo Almeida |                             |                            |

### Peru
| Nr                          | Zawodnik                 | Klub                      |
| --------------------------- | ------------------------ | ------------------------- |
| 1                           | Oscar Manuel Ibáñez      | Universitario Lima        |
| 2                           | César Miguel Rebosio     | Club Sporting Cristal     |
| 3                           | Juan Máximo Reynoso      | Cruz Azul                 |
| 4                           | Percy Celso Olivares     | PAOK FC                   |
| 5                           | José Antonio Pereda      | Boca Juniors              |
| 6                           | José Alberto Soto        | Alianza Lima              |
| 7                           | Nolberto Albino Solano   | Newcastle United          |
| 8                           | Juan José Jayo           | Unión Santa Fe            |
| 9                           | Flavio Francisco Maestri | Club Universidad de Chile |
| 10                          | Roberto Carlos Palacios  | UAG Guadalajara           |
| 11                          | Claudio Miguel Pizarro   | Alianza Lima              |
| 12                          | Miguel Eduardo Miranda   | Deportivo Pesquero        |
| 13                          | Juan José Velásquez      | Deportivo Pesquero        |
| 14                          | Jorge Antonio Soto       | Club Sporting Cristal     |
| 15                          | Andrés Augusto Mendoza   | Club Sporting Cristal     |
| 16                          | Luis Alberto Guadalupe   | Universitario Lima        |
| 17                          | Roberto Carlos Holsen    | Alianza Atlético Sullana  |
| 18                          | José Luis Chacón         | Alianza Lima              |
| 19                          | Marko Gustavo Ciurlizza  | Universitario Lima        |
| 20                          | Javier Soria             | Alianza Atlético Sullana  |
| 21                          | Leao Butrón              | Club Sporting Cristal     |
| 22                          | Israel Herlyn Zúñiga     | FBC Melgar                |
| Trener: Juan Carlos Oblitas |                          |                           |

### Urugwaj
| Nr                         | Zawodnik                    | Klub                      |
| -------------------------- | --------------------------- | ------------------------- |
| 1                          | Héctor Fabián Carini        | Danubio FC                |
| 2                          | Diego Luis López            | Cagliari Calcio           |
| 3                          | Fernando Alvaro Picún       | Defensor Sporting         |
| 4                          | Leonel Eduardo Pilipauskas  | CA Bella Vista            |
| 5                          | Andrés José Fleurquin       | Defensor Sporting         |
| 6                          | Gianni Bismarck Guigou      | Club Nacional de Football |
| 7                          | Walter Fabián Coelho        | Club Nacional de Football |
| 8                          | Líber Ernesto Vespa         | Rosario Central           |
| 9                          | Marcelo Danubio Zalayeta    | Empoli FC                 |
| 10                         | Gerardo Federico Magallanes | Racing Santander          |
| 11                         | Jorge Gabriel Álvez         | Club Nacional de Football |
| 12                         | Álvaro Adrián Núñez         | Rentistas Montevideo      |
| 13                         | Inti Podestá                | Danubio FC                |
| 14                         | Daniel Alejandro Lembo      | CA Bella Vista            |
| 15                         | Fabián Diego Pumar          | CA Bella Vista            |
| 16                         | Clever Marcelo Romero       | CA Peñarol                |
| 17                         | Martín Gonzalo del Campo    | Club Nacional de Football |
| 18                         | Pablo Gabriel García        | Atlético Madryt           |
| 19                         | Diego Martín Alonso         | CA Bella Vista            |
| 20                         | Christian Fabián Callejas   | Danubio FC                |
| 21                         | Antonio Pacheco D’Agosti    | CA Peñarol                |
| 22                         | Raúl Federico Bergara       | Club Nacional de Football |
| Trener: Víctor Haroldo Púa |                             |                           |

### Wenezuela
| Nr                          | Zawodnik                  | Klub                               |
| --------------------------- | ------------------------- | ---------------------------------- |
| 1                           | Renny Vicente Vega        | Nacional Táchira San Juan de Colón |
| 2                           | Rolando Álvarez           | Internacional Lara                 |
| 3                           | Jorge Alberto Rojas       | Estudiantes de Mérida              |
| 4                           | David Andrew Mcintosh     | Caracas                            |
| 5                           | Héctor Pablo Bidoglio     | Caracas                            |
| 6                           | José Manuel Rey           | Emelec Guayaquil                   |
| 7                           | Daniel Gustavo Noriega    | Unión Santa Fe                     |
| 8                           | Edson Argenis Tortolero   | ULA Mérida                         |
| 9                           | Juan Enrique García       | ULA Mérida                         |
| 10                          | Gabriel José Urdaneta     | ULA Mérida                         |
| 11                          | Félix José Hernández      | Atlético Celaya                    |
| 12                          | Manuel Alejandro Sanhouse | ItalChacao Caracas                 |
| 13                          | Alexander Rondón          | Nueva Cádiz                        |
| 14                          | Leopoldo Rafael Jiménez   | ItalChacao Caracas                 |
| 15                          | Miguel Angel Mea Vitali   | Caracas                            |
| 16                          | José Ricardo Duno         | Nueva Cádiz                        |
| 17                          | Miguel Ángel Echenausi    | Estudiantes de Mérida              |
| 18                          | Gerson Armando Chacón     | Unión Atlético Táchira             |
| 19                          | Juan Fernando Arango      | Nueva Cádiz                        |
| 20                          | Cristian Alfonso Casseres | ItalChacao Caracas                 |
| 21                          | José de Jesús Vera        | Estudiantes de Mérida              |
| 22                          | Dickson Ruberth Morán     | Estudiantes de Mérida              |
| Trener: José Omar Pastoriza |                           |                                    |

## Mecze

### Grupa A

#### Peru–Japonia
| PERU - JAPONIA 3:2 (0:1) |
| --- |
| 29 czerwca 1999, Asunción, Estadio Defensores del Chaco (widzów 45 000)                                                                              |
| Sędzia: Byron Moreno ( Angel Zambrano, Luis Agudelo)                                                                                                 |
| PERU: Ibáńez - José Soto, Reynoso, Rebosio, Jorge Soto - Pereda (82 Ciurlizza), Palacios (45 Holsen), Jayo, Solano - Maestri (82 Velásquez), Pizarro |
| JAPONIA: Narazaki - Mochizuki (65 Miura), Ihara, Akita, Hattori - Tasaka (30 Fukinishi), Ito, Nanami, Fujita - Lopes (73 Oku), Jo                    |
| Bramki: 0:1 Lopes 6g, 1:1 Jorge Soto 70, 2:1 Holsen 74, 2:2 Miura 77w, 3:2 Holsen 81g                                                                |
| Żółte kartki: Reynoso, Jayo / - |

#### Paragwaj–Boliwia
| PARAGWAJ - BOLIWIA 0:0 |
| --- |
| 29 czerwca 1999, Asunción, Estadio Defensores del Chaco (widzów 42 000)                                                                               |
| Sędzia: Mario Sánchez ( Juan Riquelme, Francesco Romano)                                                                                              |
| PARAGWAJ: Tavarelli - Arce, Ayala, Gamarra, Toledo - Gavilán, Enciso, Acuńa, Ovelar (45 Benítez) – Santa Cruz (76 Alvarenga), Cuevas (45 Caballero)   |
| BOLIWIA: Fernández - Ribera, Peńa, Sandy, Castillo - Cristaldo, Soria, Tufińo, E.Sánchez (79 Coimbra) – Gutiérrez (67 Moreno), Antelo (45 Etcheverry) |
| Żółte kartki: Ayala / Antelo, Sandy |

#### Peru–Boliwia
| PERU - BOLIWIA 1:0 (0:0) |
| --- |
| 2 lipca 1999, Asunción, Estadio Defensores del Chaco (widzów 30 000)                                                                                     |
| Sędzia: Luis Solórzano ( Francesco Romano, Walter Reis)                                                                                                  |
| PERU: Ibáńez - José Soto, Rebosio, Reynoso, Jorge Soto - Pereda, Palacios, Jayo, Solano (45 Ciurlizza) – Maestri (85 Zúńiga), Pizarro (57 Holsen)        |
| BOLIWIA: Fernández - Ribera, Peńa, Sandy, Castillo - Cristaldo (65 Ochoaizpur), Soria, Tufińo, E.Sánchez (82 Liendo) – Gutiérrez (61 Etcheverry), Moreno |
| Bramki: 1:0 Zúńiga 87 |
| Żółte kartki: Holsen, Maestri / Soria, Sandy, Tufińo |
| Czerwone kartki: Zúniga 90 / - |

#### Paragwaj–Japonia
| PARAGWAJ - JAPONIA 4:0 (2:0) |
| --- |
| 2 lipca 1999, Asunción, Estadio Defensores del Chaco (widzów 40 000)                                                                           |
| Sędzia: Armando Archundia ( Luis Agudelo, Angel Zambrano)                                                                                      |
| PARAGWAJ: Tavarelli - Arce, Ayala (51 Caniza), Gamarra, Toledo - Gavilán (61 Paredes), Enciso, Acuńa, Ovelar (76 Cuevas) – Santa Cruz, Benítez |
| JAPONIA: Kawaguchi - Soma, Saito, Ito, Akita - Morioka, Ando, Nanami (58 Fujita), Fukunishi (24 Miura) – Lopes, Jo (67 Yoshihara)              |
| Bramki: 1:0 Benítez 18, 2:0 Santa Cruz 40, 3:0 Benítez 62, 4:0 Santa Cruz 86                                                                   |
| Żółte kartki: - / Jo, Saito |

#### Boliwia–Japonia
| BOLIWIA - JAPONIA 1:1 (0:0) |
| --- |
| 5 lipca 1999, Pedro Juan Caballero, Estadio Río Parapití (widzów 20 000)                                                                                         |
| Sędzia: Byron Moreno ( Angel Zambrano, Francesco Romano) |
| BOLIWIA: Fernández - Ribera (87 Ochoaizpur), Peńa, O.Sánchez, Castillo (75 Etcheverry) – Cristaldo, Tufińo, E.Sánchez - Gutiérrez, Antelo, Moreno (45 Quinteros) |
| JAPONIA: Narazaki - Morioka, Ihara, Akita, Hattori - Fujita (64 Oku), Mochizuki, Nanami (70 Miura), Ito - Lopes, Okano (63 Jo)                                   |
| Bramki: 1:0 E.Sánchez 52, 1:1 Lopes 75k |
| Żółte kartki: Peńa, Gutiérrez / Morioka |
| Czerwone kartki: O.Sánchez (44) / Ihara (82) |

#### Paragwaj–Peru
| PARAGWAJ - PERU 1:0 (0:0) |
| --- |
| 5 lipca 1999, Pedro Juan Caballero, Estadio Río Parapití (widzów 20 000)                                                                       |
| Sędzia: Oscar Julián Ruiz ( Luis Agudelo, Walter Reis)                                                                                         |
| PARAGWAJ: Tavarelli - Arce, Caniza, Gamarra, Toledo - Gavilán, Acuńa, Enciso - Ovelar (45 Paredes), Benítez (70 Caballero), Santa Cruz         |
| PERU: Ibáńez - Guadalupe, José Soto, Rebosio, Olivares - Ciurlizza, Velásquez, Pereda (82 Jorge Soto), Palacios (68 Holsen) – Pizarro, Mendoza |
| Bramki: 1:0 Santa Cruz 88 |
| Żółte kartki: Arce, Gavilán / Palacios, Guadalupe                                                                                              |

### Grupa B

#### Meksyk–Chile
| MEKSYK - CHILE 1:0 (0:0) |
| --- |
| 30 czerwca 1999, Ciudad del Este, Estadio Antonio Oddone Sarubbi (widzów 20 000)                                                                             |
| Sędzia: Horacio Elizondo ( Gerardo Bertone, Carlos López) |
| MEKSYK: Campos - Pardo, Márquez, Suárez, Carmona - Lara, Zepeda (45 Palencia), García Aspe (78 Sánchez), Ramírez - Hernández, Blanco (80 Chávez)             |
| CHILE: Marcelo Ramírez - Vargas, Miguel Ramírez, Rojas, Reyes - Parraguez, Acuńa (74 González), Valencia (80 Palacios), Pizarro (65 Estay) – Zamorano, Salas |
| Bramki: 1:0 Hernández 59 |
| Żółte kartki: Zepeda, García Aspe / Acuńa, Reyes |

#### Brazylia–Wenezuela
| BRAZYLIA - WENEZUELA 7:0 (2:0) |
| --- |
| 30 czerwca 1999, Ciudad del Este, Estadio Antonio Oddone Sarubbi (widzów 20 000)                                                                                 |
| Sędzia: Bonifacio Núńez ( William Weiler, Oscar Soria) |
| BRAZYLIA: Dida - Cafú (77 Evanilson), Odvan, Antônio Carlos, Roberto Carlos (75 Serginho) – Emerson, Vampeta, Rivaldo, Alex (70 Ronaldinho) – Amoroso, Ronaldo   |
| WENEZUELA: Marcelo Ramírez - Vargas, Miguel Ramírez, Rojas, Reyes - Parraguez, Acuńa (74 González), Valencia (80 Palacios), Pizarro (65 Estay) – Zamorano, Salas |
| Bramki: 1:0 Ronaldo 28, 2:0 Emerson 40g, 3:0 Amoroso 54, 4:0 Ronaldo 62, 5:0 Ronaldinho 74, 6:0 Amoroso 81, 7:0 Rivaldo 82                                       |
| Żółte kartki: Emerson / Vera, Urdaneta |

#### Chile–Wenezuela
| CHILE - WENEZUELA 3:0 (2:0) |
| --- |
| 3 lipca 1999, Ciudad del Este, Estadio Antonio Oddone Sarubbi (widzów 14 000)                                                                    |
| Sędzia: Juan Luna ( Carlos López, Gerardo Bertone)                                                                                               |
| CHILE: Marcelo Ramírez - Vargas, Reyes, Miguel Ramírez, Palacios - Acuńa, Aros, Estay, Sierra (45 Parraguez) – Zamorano (75 González), Salas     |
| WENEZUELA: Vega - Jiménez, Alvarez, Rey, Echenausi - Tortolero, Vera, Bidoglio, Urdaneta (60 Hernández) – Morán (55 García), Noriega (55 Rondón) |
| Bramki: 1:0 Zamorano 5, 2:0 Estay 21, 3:0 Tortolero 66s                                                                                          |
| Żółte kartki: Salas / Rey, García |
| Czerwone kartki: Vargas (39), Salas (69) / Alvarez (18)                                                                                          |

#### Brazylia–Meksyk
| BRAZYLIA - MEKSYK 2:1 (2:0) |
| --- |
| 3 lipca 1999, Ciudad del Este, Estadio Antonio Oddone Sarubbi (widzów 25 000)                                                                                           |
| Sędzia: Gustavo Méndez ( Oscar Soria, William Weiler) |
| BRAZYLIA: Dida - Cafú, Odvan, Antônio Carlos, Roberto Carlos - Emerson, Vampeta, Alex (78 Flávio Conçeicăo), Rivaldo, Amoroso (80 Ronaldinho), Ronaldo (90 Joăo Carlos) |
| MEKSYK: Campos - Pardo, Suárez, Sánchez, Carmona - Chávez (46 Torrado), Lara, García Aspe (46 Terrazas), García (64 Osorno) – Hernández, Blanco                         |
| Bramki: 1:0 Amoroso 20, 2:0 Alex 45, 2:1 Terrazas 74 |
| Żółte kartki: Odvan, Emerson, Antônio Carlos / García Aspe |
| Czerwone kartki: Rivaldo (82) / - |

#### Meksyk–Wenezuela
| MEKSYK - WENEZUELA 3:1 (3:0) |
| --- |
| 6 lipca 1999, Ciudad del Este, Estadio Antonio Oddone Sarubbi (widzów 5000)                                                                       |
| Sędzia: Bonifacio Núńez ( William Weiler, Carlos López)                                                                                           |
| MEKSYK: Ríos - Sánchez, Almaguer (45 Suárez), Chávez (63 Terrazas), Carmona - García, Torrado (45 Cabrera), Lara, Palencia - Osorno, Blanco       |
| WENEZUELA: Sanhouse - Bidoglio, Rey, Jiménez, Mea Vitali - Duno (58 Arango), Echenausi, Vera, Urdaneta - Morán (77 García), Noriega (62 Cásseres) |
| Bramki: 1:0 Blanco 21, 2:0 Osorno 29g, 3:0 Blanco 39g, 3:1 Urdaneta 72                                                                            |
| Żółte kartki: Lara, Almaguer, Ríos, Osorno / Jiménez                                                                                              |
| Czerwone kartki: Blanco (84) / - |

#### Brazylia–Chile
| BRAZYLIA - CHILE 1:0 (1:0) |
| --- |
| 6 lipca 1999, Ciudad del Este, Estadio Antonio Oddone Sarubbi (widzów 10 000)                                                                                            |
| Sędzia: Horacio Elizondo ( Gerardo Bertone, Oscar Soria) |
| BRAZYLIA: Dida - Evanilson, Odvan, Joăo Carlos, Roberto Carlos - Flavio Conceiçăo, Vampeta (16 Beto), Zé Roberto, Alex (73 Christian) – Ronaldo, Amoroso (45 Ronaldinho) |
| CHILE: Marcelo Ramírez - Villarroel (70 Aros), Contreras, Miguel Ramírez, Margas - Rojas, Parraguez (45 Palacios), Cartes, Sierra - Zamorano (45 Núńez), González        |
| Bramki: 1:0 Ronaldo 36k |
| Uwagi: - w 74 minucie bramkarz brazylijski Dida obronił rzut karny, który egzekwował González - w 85 minucie mecz przerwano z powodu gęstej mgły                         |
| Żółte kartki: Evanilson, Christian / Marcelo Ramírez, Zamorano, Contreras, González, Sierra                                                                              |

### Grupa C

#### Kolumbia–Urugwaj
| KOLUMBIA - URUGWAJ 1:0 (1:0) |
| --- |
| 1 lipca 1999, Asunción, Estadio General Pablo Rojas (widzów 3000)                                                                                          |
| Sędzia: Wilson De Souza ( Walter Reis, Celestino Galván)                                                                                                   |
| KOLUMBIA: Calero - Viveros, Bermúdez, Córdoba, Quintana - Bolańo, Lozano, Grisales (80 Ramírez), Bentancourth - Bonilla (66 Zambrano), Ricard (59 Montańo) |
| URUGWAJ: Carini - Pilipauskas, López, Lembo, Bergara (58 Callejas) – Vespa (45 Guigou), Fleurquin (70 Picún), Coelho, Magallanes - Alvez, Zalayeta         |
| Bramki: 1:0 Bonilla 20 |
| Żółte kartki: Bermúdez, Bolańo, Betancourth / Magallanes, Fleurquin                                                                                        |
| Czerwone kartki: - / López (67), Magallanes (90) |

#### Argentyna–Ekwador
| ARGENTYNA - EKWADOR 3:1 (1:0) |
| --- |
| 1 lipca 1999, Luque, Estadio Feliciano Cáceres (widzów 20 000)                                                                                                  |
| Sędzia: Gilberto Hidalgo ( Manuel Yupanqui, Cecilio Bejarano)                                                                                                   |
| ARGENTYNA: Burgos - Ibarra, Ayala, Samuel, Zanetti - Simeone, Sorín, Riquelme (90 Cagna), López (67 Guglielminpietro) – Barros Schelotto (75 González), Palermo |
| EKWADOR: Cevallos - Hurtado, Montańo, Quińónez, De La Cruz - George, Blandón, Carabalí (59 Aguinaga), Moreira (59 Zamora) – Delgado (46 Kaviedes), Graziani     |
| Bramki: 1:0 Simeone 12, 2:0 Palermo 55, 3:0 Palermo 61, 3:1 Kaviedes 77                                                                                         |
| Żółte kartki: Samuel / Quińónez |

#### Urugwaj–Ekwador
| URUGWAJ - EKWADOR 2:1 (0:0) |
| --- |
| 4 lipca 1999, Luque, Estadio Feliciano Cáceres (widzów 18 000)                                                                                              |
| Sędzia: Mario Sánchez ( Juan Riquelme, Cecilio Bejarano) |
| URUGWAJ: Carini - Pilipauskas, Picún, Lembo, Bergara (66 Guigou) – Coelho (78 Vespa), Fleurquin, García, Pacheco (65 Callejas) – Alvez, Zalayeta            |
| EKWADOR: Cevallos - Hurtado, Montańo, Quińónez, De la Cruz - George (66 Moreira), Blandón, Carabalí (61 Zamora), Aguinaga - Kaviedes, Graziani (65 Delgado) |
| Bramki: 1:0 Zalayeta 72, 2:0 Zalayeta 74g, 2:1 Kaviedes 78                                                                                                  |
| Żółte kartki: Lembo / Carabalí, Zamora, Quińónez |

#### Kolumbia–Argentyna
| KOLUMBIA - ARGENTYNA 3:0 (1:0) |
| --- |
| 4 lipca 1999, Luque, Estadio Feliciano Cáceres (widzów 18 000) |
| Sędzia: Ubaldo Aquino ( Celestino Galván, Manuel Yupanqui) |
| KOLUMBIA: Calero - Viveros, Bermúdez, Córdoba, Quintana - Bolańo, Grisales, Lozano, Betancourth (55 Montańo) – Ricard (77 Congo), Bonilla (66 Zambrano) |
| ARGENTYNA: Burgos - Vivas (61 Ibarra), Ayala, Samuel, Sorín (45 Cagna) – Zanetti, Simeone, Riquelme - Barros Schelotto (68 Guglielminpietro), Palermo, González |
| Bramki: 1:0 Córdoba 10k, 2:0 Congo 79, 3:0 Montańo 87 |
| Żółte kartki: Ricard, Quintana, Calero / Vivas |
| Czerwone kartki: - / Zanetti (69) |
| Uwagi: - w 5 mincie Palermo trafił z rzutu karnego w poprzeczkę - w 47 minucie argentyński bramkarz Burgos obronił rzut karny wykonywany przez Ricarda - w 76 minucie Palermo strzelił z rzutu karnego obok bramki - w 90 minucie kolumbijski bramkarz Calero obronił rzut karny wykonywany przez Palermo |

#### Kolumbia–Ekwador
| KOLUMBIA - EKWADOR 2:1 (2:0) |
| --- |
| 7 lipca 1999, Luque, Estadio Feliciano Cáceres (widzów 20 000)                                                                                               |
| Sędzia: Masayoshi Okada ( Celestino Galván, Cecilio Bejarano)                                                                                                |
| KOLUMBIA: Higuita - González, Portocarrero, Cortés, Yepes - Ramírez, Viveros, Grisales, Morantes (68 Bonilla) – Zambrano (60 Montańo), Ricard (64 Congo)     |
| EKWADOR: Cevallos - Hurtado, Anangonó, Montańo, De la Cruz - Coronel, Carabalí (46 Ayoví), Aguinaga (70 Sánchez), Blandón - Graziani, Kaviedes (86 Ascensio) |
| Bramki: 1:0 Morantes 37, 2:0 Ricard 39, 2:1 Graziani 50 |
| Żółte kartki: - / Anangonó |

#### Argentyna–Urugwaj
| ARGENTYNA - URUGWAJ 2:0 (1:0) |
| --- |
| 7 lipca 1999, Luque, Estadio Feliciano Cáceres (widzów 20 000)                                                                                           |
| Sędzia: Gilberto Hidalgo ( Manuel Yupanqui, Juan Riquelme)                                                                                               |
| ARGENTYNA: Burgos - Vivas, Ayala, Samuel, Sorín - Simeone, Cagna (85 Husaín), Riquelme - González, Barros Schelotto (76 Pocchettino), Palermo (78 López) |
| URUGWAJ: Carini - Del Campo, Lembo, Picún, Bergara (58 Romero) – Vespa, Fleurquin (45 Guigou), Coelho, Magallanes - Alvez (45 Pacheco), Zalayeta         |
| Bramki: 1:0 González 1, 2:0 Palermo 56 |
| Żółte kartki: Palermo, Sorín / Coelho |
| Czerwone kartki: Vivas (73) / - |

### Ćwierćfinały

#### Meksyk–Peru
| MEKSYK - PERU 3:3 (2:3), karne 4:2 |
| --- |
| 10 lipca 1999, Asunción, Estadio Defensores del Chaco (widzów 45 000)                                                                                  |
| Sędzia: Wilson De Souza ( Walter Reis BRA, Juan Riquelme)                                                                                              |
| MEKSYK: Campos - Ramírez, Suárez, Sánchez (68 García), Márquez - Torrado, Carmona, García Aspe (47 Osorno), Zepeda - Hernández, Palencia (88 Terrazas) |
| PERU: Ibáńez - José Soto, Reynoso, Rebosio, Jorge Soto - Jayo, Pereda, Solano, Palacios (25 Zúńiga (66 Ciurlizza)) – Holsen, Maestri (79 Pizarro)      |
| Bramki: 0:1 Palacios 6, 0:2 Pereda 15, 1:2 Hernández 28, 2:2 Hernández 33k, 2:3 Solano 40, 3:3 Torrado 87                                              |
| Karne: 1:0 Suárez, 1:1 Solano, 2:1 Terrazas, 2:2 Jorge Soto, 3:2 García, (3:2) José Soto (obok), 4:2 Zepeda, (4:2) Reynoso (obok)                      |
| Żółte kartki: Torrado / Pereda, Palacios, Solano |

#### Urugwaj–Paragwaj
| URUGWAJ - PARAGWAJ 1:1 (0:1), karne 5:3 |
| --- |
| 10 lipca 1999, Asunción, Estadio Defensores del Chaco (widzów 45 000)                                                                           |
| Sędzia: Oscar Julián Ruiz ( Luis Agudelo, Oscar Soria)                                                                                          |
| URUGWAJ: Carini - Del Campo, Picún, Lembo (89 López), Bergara (62 Guigou) – Coelho, Fleurquin, García, Magallanes - Alvez (57 Alonso), Zalayeta |
| PARAGWAJ: Tavarelli - Arce, Caniza, Gamarra, Toledo - Acuńa, Enciso, Paredes, Alvarenga (67 Ovelar) – Benítez, Santa Cruz (76 Caballero)        |
| Bramki: 0:1 Benítez 15, 1:1 Zalayeta 65 |
| Karne: 1:0 Fleurquin, 1:1 Acuńa, 2:1 Guigou, 2:2 Gamarra, 3:2 Alonso, 3:3 Enciso, 4:3 Zalayeta, (4:3) Benítez (obronił Carini), 5:3 Magallanes  |
| Żółte kartki: Fleurquin, García, Magallanes, Picún / Acuńa                                                                                      |

#### Chile–Kolumbia
| CHILE - KOLUMBIA 3:2 (1:2) |
| --- |
| 11 lipca 1999, Luque, Estadio Feliciano Cáceres (widzów 3000)                                                                                          |
| Sędzia: Armando Archundia ( Francesco Romano, Gerardo Bertone)                                                                                         |
| CHILE: Marcelo Ramírez - Palacios, Reyes, Miguel Ramírez, Vargas - Aros, Acuńa, Estay (80 Cartes), Sierra (65 Pizarro) – Zamorano, González (86 Núńez) |
| KOLUMBIA: Calero - Quintana, Bermúdez, Córdoba, Cortés - Bolańo (45 Ramírez), Grisales (70 Morantes), Lozano, Betancourth - Bonilla, Ricard (61 Congo) |
| Bramki: 0:1 Bolańo, 1:1 Reyes 25g, 1:2 Bonilla 35, 2:2 Reyes 50, 3:2 Zamorano 65                                                                       |
| Żółte kartki: Acuńa, Miguel Ramírez / Córdoba, Betancourt                                                                                              |

#### Brazylia–Argentyna
| BRAZYLIA - ARGENTYNA 2:1 (1:1) |
| --- |
| 11 lipca 1999, Ciudad del Este, Estadio Antonio Oddone Sarubbi (widzów 26 000)                                                                                  |
| Sędzia: Gustavo Méndez ( Carlos López, Cecilio Bejarano) |
| BRAZYLIA: Dida - Cafú, Joăo Carlos, Antônio Carlos, Roberto Carlos - Emerson, Flavio Conceiçăo, Zé Roberto (73 Beto), Rivaldo - Amoroso (81 Christian), Ronaldo |
| ARGENTYNA: Burgos - Pocchettino, Ayala, Samuel, Sorín (69 López) – Zanetti, Simeone (69 Cagna), Riquelme, Ortega - Palermo, González                            |
| Bramki: 0:1 Sorín 10, 1:1 Rivaldo 32, 2:1 Ronaldo 48 |
| Uwagi: w 77 minucie brazylijski bramkarz Dida obronił rzut karny egzekwowany przez Ayalę                                                                        |
| Żółte kartki: Ronaldo, Roberto Carlos, Zé Roberto / Simeone, Burgos, Ortega, Palermo                                                                            |

### Półfinały

#### Urugwaj–Chile
| URUGWAJ - CHILE 1:1 (1:0), karne 5:3 |
| --- |
| 13 lipca 1999, Asunción, Estadio Defensores del Chaco (widzów 7000)                                                                                |
| Sędzia: Ubaldo Aquino ( Celestino Galván, Manuel Yupanqui)                                                                                         |
| URUGWAJ: Carini - Del Campo, Lembo, Picún, Bergara (81 Callejas) – García, Fleurquin (65 Guigou), Coelho, Magallanes - Alvez (53 Alonso), Zalayeta |
| CHILE: Marcelo Ramírez - Palacios, Reyes, Miguel Ramírez, Vargas - Acuńa, Aros, Estay, Sierra (73 Pizarro) – Zamorano (89 González), Salas         |
| Bramki: 1:0 Lembo 22g, 1:1 Zamorano 73g |
| Karne: 1:0 Del Campo, 1:1 Vargas, 2:1 Guigou, (2:1) Aros (obronił Carini), 3:1 Alonso, 3:2 Pizarro, 4:2 Zalayeta, 4:3 Reyes, 5:3 Magallanes        |
| Uwagi: w 26 minucie chilijski piłkarz Salas trafił z rzutu karnego w poprzeczkę                                                                    |
| Żółte kartki: Picún, García / Estay, Aros, Zamorano                                                                                                |

#### Brazylia–Meksyk
| BRAZYLIA - MEKSYK 2:0 (2:0) |
| --- |
| 14 lipca 1999, Ciudad del Este, Estadio Antonio Oddone Sarubbi (widzów 10 000)                                                                                             |
| Sędzia: Byron Moreno ( Angel Zambrano ECU, Oscar Soria) |
| BRAZYLIA: Dida - Cafú, Joăo Carlos, Antônio Carlos, Roberto Carlos - Flavio Conceiçăo (78 Beto), Emerson, Rivaldo, Zé Roberto - Amoroso (80 Alex), Ronaldo (75 Ronaldinho) |
| MEKSYK: Campos - Pardo, Márquez, Suárez, Carmona - Terrazas (45 Ramírez), Torrado, Palencia (54 Osorno), Zepeda - Hernández, Blanco                                        |
| Bramki: 1:0 Amoroso 24, 2:0 Rivaldo 42 |

### O trzecie miejsce

#### Meksyk–Chile
| MEKSYK - CHILE 2:1 (1:0) |
| --- |
| 17 lipca 1999, Asunción, Estadio Defensores del Chaco (widzów 4000)                                                                                        |
| Sędzia: Horacio Elizondo ( Gerardo Bertone, Francesco Romano)                                                                                              |
| MEKSYK: Campos - Márquez, Suárez, Carmona, Zepeda - Torrado, Ramírez, García (61 García Aspe), Palencia (66 Terrazas) – Hernández, Blanco (85 Pardo)       |
| CHILE: Marcelo Ramírez - Palacios, Miguel Ramírez (37 Contreras), Reyes, Vargas (61 Valencia) – Acuńa, Aros, Estay, Sierra - Zamorano, González (61 Núńez) |
| Bramki: 1:0 Palencia 26, 1:1 Palacios 81, 2:1 Zepeda 87 |
| Żółte kartki: García Aspe, Hernández, Márquez / Palacios                                                                                                   |

### Finał

#### Brazylia–Urugwaj
| BRAZYLIA - URUGWAJ 3:0 (2:0) |
| --- |
| 18 lipca 1999, Asunción, Estadio Defensores del Chaco (widzów 30 000)                                                                              |
| Sędzia: Oscar Julián Ruiz ( Luis Agudelo, Celestino Galván)                                                                                        |
| BRAZYLIA: Dida - Cafú, Joăo Carlos, Antônio Carlos, Roberto Carlos - Flavio Conceiçăo, Emerson, Rivaldo, Zé Roberto - Amoroso, Ronaldo             |
| URUGWAJ: Carini - Del Campo, Picún, Lembo, Bergara (74 Guigou) – Coelho (56 Alvez), Fleurquin, Vespa (45 Pacheco), Callejas - Magallanes, Zalayeta |
| Bramki: 1:0 Rivaldo 20g, 2:0 Rivaldo 27, 3:0 Ronaldo 46                                                                                            |
| Żółte kartki: Flavio Conceiçăo 16 (faul), Joăo Carlos 25 (faul) / Callejas 12 (faul), Vespa 20 (faul), Guigou 90 (faul)                            |

## Podsumowanie

### Pierwsza runda grupowa

#### Grupa A
| 29 czerwca |  | Peru | 3 | - | 2 (0-1) | Japonia |

| 29 czerwca |  | Paragwaj | 0 | - | 0 | Boliwia |

| 2 lipca |  | Peru | 1 | - | 0 (0-0) | Boliwia |

| 2 lipca |  | Paragwaj | 4 | - | 0 (2-0) | Japonia |

| 5 lipca |  | Boliwia  | 1 | - | 1 (0-0) | Japonia |
| 5 lipca |  | Paragwaj | 1 | - | 0 (0-0) | Peru    |

##### Tabela końcowa
Grupa A
| M | Reprezentacja | L.m. | Zw. | Rem. | Por. | Bramki | R.br. | Pkt |
| 1 | Paragwaj      | 3    | 2   | 1    | 0    | 5:0    | +5    | 7   |
| 2 | Peru          | 3    | 2   | 0    | 1    | 4:3    | +1    | 6   |
| 3 | Boliwia       | 3    | 0   | 2    | 1    | 1:2    | -1    | 2   |
| 4 | Japonia       | 3    | 0   | 1    | 2    | 3:8    | -5    | 1   |

#### Grupa B
| 30 czerwca |  | Meksyk | 1 | - | 0 (0-0) | Chile |

| 30 czerwca |  | Brazylia | 7 | - | 0 (2-0) | Wenezuela |

| 3 lipca |  | Chile | 3 | - | 0 (2-0) | Wenezuela |

| 3 lipca |  | Brazylia | 2 | - | 1 (2-0) | Meksyk |

| 6 lipca |  | Meksyk | 3 | - | 1 (3-0) | Wenezuela |

| 6 lipca |  | Brazylia | 1 | - | 0 (1-0) | Chile |

Mecz przerwany w 85 minucie z powodu złej pogody (mgła).

##### Tabela końcowa
Grupa B
| M | Reprezentacja | L.m. | Zw. | Rem. | Por. | Bramki | R.br. | Pkt |
| 1 | Brazylia      | 3    | 3   | 0    | 0    | 10:1   | +9    | 9   |
| 2 | Meksyk        | 3    | 2   | 0    | 1    | 5:3    | +2    | 6   |
| 3 | Chile         | 3    | 1   | 0    | 2    | 3:2    | +1    | 3   |
| 4 | Wenezuela     | 3    | 0   | 0    | 3    | 1:13   | -12   | 0   |

#### Grupa C
| 1 lipca |  | Kolumbia | 1 | - | 0 (1-0) | Urugwaj |

| 1 lipca |  | Argentyna | 3 | - | 1 (1-0) | Ekwador |
| 4 lipca |  | Urugwaj   | 2 | - | 1 (0-0) | Ekwador |

| 4 lipca |  | Kolumbia | 3 | - | 0 (1-0) | Argentyna |

| 7 lipca |  | Kolumbia | 2 | - | 1 (2-0) | Ekwador |

| 7 lipca |  | Argentyna | 2 | - | 0 (1-0) | Urugwaj |

##### Tabela końcowa
Grupa C
| M | Reprezentacja | L.m. | Zw. | Rem. | Por. | Bramki | R.br. | Pkt |
| 1 | Kolumbia      | 3    | 3   | 0    | 0    | 6:1    | +5    | 9   |
| 2 | Argentyna     | 3    | 2   | 0    | 1    | 5:4    | +1    | 6   |
| 3 | Urugwaj       | 3    | 1   | 0    | 2    | 2:4    | -2    | 3   |
| 4 | Ekwador       | 3    | 0   | 0    | 3    | 3:7    | -4    | 0   |

### Mała tabela (zespoły, które zajęły trzecie miejsce w grupach)
| M | Reprezentacja | L.m. | Zw. | Rem. | Por. | Bramki | R.br. | Pkt |
| 1 | Chile         | 3    | 1   | 0    | 2    | 3:2    | +1    | 3   |
| 2 | Urugwaj       | 3    | 1   | 0    | 2    | 2:4    | -2    | 3   |
| 3 | Boliwia       | 3    | 0   | 2    | 1    | 1:2    | -1    | 2   |

### Ćwierćfinały
| 10 lipca |  | Meksyk | 3 | - | 3 (2-3), karne: 4:2 | Peru |

| 10 lipca |  | Paragwaj | 1 | - | 1 (0-1), karne: 3:5 | Urugwaj |

| 11 lipca |  | Chile | 3 | - | 2 (1-2) | Kolumbia |

| 11 lipca |  | Brazylia | 2 | - | 1 (1-1) | Argentyna |

### Półfinały
| 13 lipca |  | Urugwaj | 1 | - | 1 (1-0), karne: 5:3 | Chile |

| 14 lipca |  | Brazylia | 2 | - | 0 (2-0) | Meksyk |

### O trzecie miejsce
| 17 lipca |  | Chile | 1 | - | 2 (0-1) | Meksyk |

### Finał
| 18 lipca |  | Urugwaj | 0 | - | 3 (0-2) | Brazylia |

Trzydziestym dziewiątym triumfatorem turnieju Copa América został po raz drugi z rzędu (w sumie szósty) zespół Brazylii.

### Strzelcy bramek
| Gole   | Piłkarze |
| ------ | --- |
| 5      | Rivaldo, Ronaldo |
| 4      | Amoroso |
| 3      | Palermo Zamorano Hernández Benítez, Santa Cruz Zalayeta |
| 2      | Reyes Kaviedes Lopes Bonilla Blanco Holsen |
| 1      | González, Simeone, Sorín E.Sánchez Alex, Emerson, Ronaldinho Palacios, Sierra Graziani Miura Bolańo, Congo, Córdoba, Montańo, Morantes, Ricard Osorno, Palencia, Terrazas, Torrado, Zepeda Jorge Soto, Palacios, Pereda, Solano, Zúńiga Lembo Urdaneta |
| samob. | Tortolero (dla Chile) |

### Sędziowie
| Mecze | Sędziowie |
| ----- | --- |
| 3     | Horacio Elizondo Byron Moreno Oscar Julián Ruiz                                                                |
| 2     | Wilson de Souza Mario Sánchez Armando Archundia Ubaldo Aquino, Bonifacio Núñez Gilberto Hidalgo Gustavo Méndez |
| 1     | Juan Luna Masayoshi Okada Luis Solórzano                                                                       |